# بیر والو، شهرستان مورگان، کنتاکی
بیر والو (به انگلیسی: Bear Wallow) یک منطقهٔ مسکونی در ایالات متحده آمریکا است که در شهرستان مورگان، کنتاکی واقع شده‌است. بیر والو ۲۶۳٫۰۵ متر بالاتر از سطح دریا واقع شده‌است.